# Solenostoma caeleste
Solenostoma caeleste là một loài rêu tản trong họ Jungermanniaceae. Loài này được (Inoue & Váňa) Váňa, Hentschel & J. Heinrichs miêu tả khoa học lần đầu tiên năm.